# Apajasaari (ö i Södra Savolax, Pieksämäki)
Apajasaari är en ö i Finland. Den ligger i sjön Sorsavesi och i kommunerna Leppävirta, Pieksämäki och Pieksämäki och landskapen  Södra Savolax och Norra Savolax, i den centrala delen av landet, 290 km nordost om huvudstaden Helsingfors. Öns area är 1 hektar och dess största längd är 170 meter i nord-sydlig riktning.